# Empoasca vitis
La cicalina verde della vite (Empoasca vitis Göethe, 1875) è un cicadellidae polifago ma dannoso soprattutto su vite, in seguito alle punture provocate sulle nervature fogliari che determinano alterazioni cromatiche del lembo fogliare. L'entità degli attacchi è però generalmente limitata, non arrivando a causare gravi ripercussioni sulla qualità e quantità della produzione.

## Distribuzione ed ospiti
La cicalina verde della vite è diffusa in tutta la regione paleartica; in Italia si ritrova con maggior frequenza nelle regioni settentrionali. È specie polifaga e può essere rinvenuta sia su piante erbacee (canapa, solanacee) sia su piante arboree (tiglio, melo, pero, susino, pesco, quercia) anche se l'ospite principale è la vite coltivata.

## Descrizione
Gli adulti, di colore verde chiaro con sfumature dorate, misurano 3–4 mm di lunghezza. Le neanidi sono di colore verde chiaro tendente al rossastro, le ninfe di colore verde chiaro. Le forme giovanili, affusolate e sprovviste di ali sono però in grado di spostarsi correndo.

## Biologia
Empoasca vitis sverna come femmina fecondata su piante sempreverdi (conifere, edera, rovi).
A primavera (fine aprile – maggio in Italia centro – settentrionale) le femmine migrano sulla pagina inferiore delle foglie giovani di vite, dove ovidepongono 15 – 20 uova ciascuna nelle nervature. Da queste uova si origina la 1ª generazione che sfarfalla a giugno e giungerà allo stadio adulto in 3-4 settimane. A questa fa seguito la 2ª generazione (ad agosto) molto più dannosa. La 3ª generazione a fine estate (settembre  - ottobre) originererà gli adulti svernanti, che cercheranno rifugio su piante a foglia perenne. Quest'ultima generazione può essere solo parziale o essere assente nei climi dell'Italia settentrionale. Lunghi periodi di bel tempo favoriscono le popolazioni di Empoasca vitis, mentre periodi piovosi le riducono.
Per passare dall'uovo all'adulto Empoasca vitis attraversa 5 stadi (2 di neanidi e tre di ninfe), in tre settimane circa. Le forme giovanili prediligono le giovani nervature secondarie per nutrirsi, mentre le ninfe quasi mature e gli adulti tendono a dirigersi verso il centro del lembo; in alcuni casi pungono anche il picciolo o i germogli. La specie predilige la pagina inferiore della foglia, sulla quale possono permanere le exuvie; se disturbate le forme giovanili si spostano muovendosi di traverso rispetto all'asse corporeo.

## Danni
L'importanza di questo fitofago è stata sottovalutata fino agli anni '70 in quanto i danni da esso causati erano spesso attribuiti a squilibri nutrizionali, siccità, ustioni o fitotossicità.
In genere la gravità degli attacchi è limitata e i danni si osservano prevalentemente nelle foglie centrali della parte bassa dei ceppi, nelle zone in ombra. I danni nella parte alta della vegetazione, se si verificano, appaiono più tardi nella stagione. Occasionalmente si possono osservare danni sui germogli e sui piccioli.
L'insetto, tramite l'apparato boccale pungente-succhiante, punge le nervature fogliari, ove si possono notare piccoli imbrunimenti. Tali punture, compiute dalla cicalina per nutrirsi, assorbendo la linfa dai vasi cribrosi, arrestano il flusso della linfa elaborata e causano alterazioni cromatiche al lembo fogliare. L'alimentazione dell'insetto viene pertanto definita floemomiza.
Sui vitigni a bacca bianca si notano ingiallimenti marginali, mentre nei vitigni a bacca rossa si sviluppano arrossamenti settoriale ad angoli acuti (sintomatologia a mosaico) delimitati dalle nervature delle foglie. Successivamente su tali vitigni si evidenzia una tripla colorazione fogliare: la parte centrale rimane verde, i bordi diventano bruno-rossastri e tra le nervature sono presenti le macchie rosse a mosaico. Nei vitigni bacca bianca invece, le macchie rimangono gialle.
In caso di attacchi gravi le foglie disseccano, i margini si ripiegano verso il basso e si può giungere a filloptosi anticipata, con le foglie alla base dei tralci a cadere per prime. Tali sintomi possono essere confusi con cause virali (accartocciamento fogliare), nutrizionale (carenza di potassio o magnesio) o malattie del legno come il mal dell'esca della vite.
I danni più gravi sono provocati dagli attacchi estivi (2ª generazione) in corrispondenza di andamento climatico caldo – asciutto. Gli stadi giovanili sono più dannosi rispetto agli adulti, poiché essendo meno mobili compiono attacchi più intensi sulla stessa foglia.

## Lotta
In genere non sono previsti interventi specifici nei confronti di Empoasca vitis, in quanto i danni arrecati sono generalmente limitati, inoltre l'insetto non è vettore di virus. Tra le pratiche agronomiche sono consigliabili gli interventi di potatura miranti a conservare un'ampia superficie fogliare, in grado di compensare eventuali danni fogliari causti dalle cicaline. Nelle zone particolarmente soggette agli attacchi della cicalina si considera una soglia di circa 2 neanidi per foglia a inizio luglio, effettuando il campionamento sulle foglie della parte basale e mediana dei tralci. In alternativa possono essere impiegate trappole cromotropiche gialle, poste all'altezza dei grappoli e parallelamente alla vegetazione. Settimanalmente viene eseguito il rilievo degli adulti catturati e dei parassitoidi. In presenza di parassitoidi si considera una soglia di intervento di 500 adulti/trappola; se i parassitoidi sono assenti è opportuno effettuare un controllo anche sulle foglie.

### Lotta chimica
La lotta chimica si applica al superamento della soglia ricordando che il pericolo maggiore è rappresentato dagli attacchi degli individui di 2ª generazione nel mese di luglio.
In genere si consiglia un intervento con esteri fosforici attivo contro cicaline (1ª e 2ª generazione) e tignola della vite, eseguito a fine giugno – inizio luglio. Tale intervento è efficace anche contro la ben più pericolosa cicalina Scaphoideus titanus, vettore della flavescenza dorata.
In caso di interventi specifici conto Empoasca vitis si possono impiegare prodotti a base di flufenoxuron o etofenprox,
avendo cura di effettuare l'intervento nelle prime ore del mattino, quando l'insetto è ancora intorpidito e poco mobile, irrorando con cura le parti più interne della vegetazione.
Si ricorda inoltre che lo zolfo, impiegato come fungicida presenta un moderato effetto di contenimento sulle cicaline.

### Impiego di ausiliari
In genere, se non si è ecceduto con i trattamenti insetticidi, l'attività dei predatori e parassitodidi è sufficiente a contenere le popolazioni della cicalina. In particolare l'imenottero mimaride Anagrus atomus è un parassitoide delle uova di Empoasca vitis e di altre cicaline (presenti su rovo, nocciolo, rosa canina) che svolgono un ruolo importante per permettere lo svernamento dell'antagonista. Anche l'imenottero Stethynium triclavatum può parassitizzare le uova di Empoasca vitis.